# Emilia Zdunek
Emilia Paulina Zdunek (ur. 12 września 1992 w Szczecinie) – była polska piłkarka występująca przez większość kariery klubowej na pozycji ofensywnego i środkowego pomocnika oraz środkowego i defensywnego pomocnika w reprezentacji Polski, niemniej pierwotnie grywała także na pozycji napastnika. Aktualnie asystentka trenera kobiecej sekcji Pogoni Szczecin.

## Kariera

### Victoria Sianów
Karierę piłkarską rozpoczęła w wieku 10 lat w drużynie UKS Victoria SP 2 Sianów, w barwach której również zadebiutowała w seniorskiej piłce. W swoim pierwszym profesjonalnym sezonie, grając w I-ej lidze zdobyła jedną bramkę. Po zakończeniu sezonu 2007/08 w którym zdobyła Puchar Polski na szczeblu wojewódzkim (grupa zachodniopomorska) w wieku 16 lat przeniosła się do I-szo ligowej Pogoni Women Szczecin.

### Pogoń Women Szczecin
W swoim debiutanckim meczu przeciwko Olimpii Szczecin strzeliła dla swojej nowej drużyny aż 4 bramki, łącznie dla Szczecinianek na pierwszoligowych boiskach zdobyła ich 15. W sezonie 2008/09 zdobyła Wicemistrzostwo I ligi grupy zachodniej oraz osiągnęła historyczny dla Pogoni finał Pucharu Polski w którym Pogoń uległa AZS Wrocław 3:0. Tego sezonu rozegrała w lidze 14 spotkań. W sezonie 2009/10 udało się jej wywalczyć wraz z Pogonią historyczny awans do Ekstraligi oraz ponownie dotrzeć do finału Pucharu Polski, gdzie Szczecin przegrał z Unią Racibórz 7:1. Debiutancki sezon w najwyższej klasie rozgrywkowej, nie był dla Emilii tak strzelecko udany jak dwa poprzednie, zdobyła w nim tylko jedną bramkę w meczu przeciwko Medykowi Konin, co gorsza mecz z Medykiem przypłaciła zerwaniem więzadeł krzyżowych. Niemniej drużynie udało się zakończyć sezon na 4. miejscu w tabeli oraz już po raz trzeci osiągnąć finał Pucharu Polski, w którym Szczecinianki ponownie uległy Unii Racibórz, tym razem 2:0.
Na zakończenie sezonu 2011/12 Pogoń ponownie uplasowała się na 4. miejsce w tabeli, a Emilii udało się w nim zdobyć 7 bramek. Nie udało się natomiast poprawić ani nawet powtórzyć rezultatu jaki klub osiągał w Pucharze Polski przez ostatnie trzy sezony. Pogoń Women Szczecin odpadła już w 1/8 finału, pierwsza drużyna po przegranej 4:0 w meczu z KKP II Bydgoszcz, natomiast rezerwy klubu po przegranej na wyjeździe 0:2 w meczu z Medykiem Konin. Sezon 2012/13 okazał się wyjątkowo pechowy nie tylko dla zawodniczki, ale także dla klubu. Emilia, grając przeciwko Górnikowi Łęczna w meczu kontrolnym przed rozpoczęciem sezonu ponownie zerwała więzadła co wyłączyło ją z gry na cały sezon, klub natomiast, po rozegraniu rundy jesiennej na skutek problemów finansowych został rozwiązany.

### RTP Unia Racibórz
Wraz z rozpoczęciem sezonu 2013/14 Emilia Zdunek dołączyła do Unii Racibórz. Z Mistrzyniami Polski wzięła udział w wygranym dla nich turnieju eliminacyjnym do Ligi Mistrzyń 2013/14, w którym rozegrała jedno spotkanie przeciwko słoweńskiej ŽNK Pomurje. Unitki odpadły z rozgrywek na etapie 1/16, po dwumeczu z Konak Belediyesi przegrywając 2:1 na wyjeździe i remisując bezbramkowo u siebie. Zdunek wystąpiła w obu tych spotkaniach. W Ekstralidze dla Raciborzanek rozegrała 9 spotkań i zdobyła 8 bramek, natomiast w ramach rozgrywek Pucharu Polski jedno spotkanie przeciwko Rolnikowi Biedrzychowice. Niestety Unia podobnie jak Pogoń została rozwiązana w połowie sezonu na skutek problemów finansowych i zawodniczka ponownie zmuszona była do szukania nowego klubu.

### 1. FC AZS AWF Katowice
Sezon 2013/14 Emilia dokończyła w barwach I-szo ligowego 1. FC AZS AWF Katowice dla którego w 7 meczach zdobyła łącznie 13 bramek, co pomogło Katowiczankom powrócić do Ekstraligi po dwóch latach nieobecności. Po półrocznej przygodzie z tą drużyną Zdunek zdecydowała się przejść do Zagłębia Lubin.

### Zagłębie Lubin
W swoim pierwszym sezonie, w barwach nowego klubu Emilia wywalczyła Wicemistrzostwo Polski. Zagłębie na zakończenie sezonu uzyskało taką samą liczbę punktów co Medyk Konin, lecz ze względu na niekorzystny dla siebie bilans bramkowy zajęło 2. miejsce w tabeli. Zdunek zdobyła w tym sezonie 7 bramek, dzięki czemu została trzecią najlepszą strzelczynią swojej drużyny. Po zakończeniu sezonu wiele zawodniczek opuściło klub, lecz Zagłębie nie zdecydowało się pozyskać nikogo w zamian, w efekcie czego kadra zespołu zawęziła się do 12 piłkarek, co uniemożliwiło jakąkolwiek walkę o mistrzostwo w sezonie 2015/16. Zagłębie Lubin wycofało się z rozgrywek po 25-ej kolejce, na dwie kolejki przed zakończeniem tej edycji Ekstraligi.
Pomimo trudnej sytuacji Zagłębie uplasowało się na 6. miejscu w tabeli. Emilia Zdunek zdobyła 9 bramek, zostając tym samym najskuteczniejszą strzelczynią swojego zespołu, lecz po raz czwarty w karierze nie było jej dane dograć sezonu do końca.

### Górnik Łęczna
Po opuszczeniu Lubina, zaczęła poważnie rozważać zakończenie kariery piłkarskiej, jednak trener Mazurkiewicz zdołał ją przekonać do podpisania kontraktu z Górnikiem Łęczna. Pierwszy sezon w nowym klubie zakończył się dla niej dużo lepiej niż poprzedni, wraz z Górnikiem zdobyła swoje drugie Wicemistrzostwo Polski, rozgrywając w ramach Ekstraligi 26 z 27 spotkań, w których łącznie zdobyła 14 bramek oraz dotarła do finału Pucharu Polski. Emilia w tej edycji Pucharu rozegrała 2 mecze oraz zdobyła 2 bramki, w półfinale wygrywając z Mitechem Żywiec 2:1 oraz w finale, w którym Górnik Łęczna uległ Medykowi Konin 1:2, niemniej sama Emilia została wybrana zawodniczką meczu.
Pomimo początkowych problemów ze zdrowiem sezon 2017/18 okazał się być dotychczas najlepszym w karierze Emilii. Zdunek doznała urazu ścięgna Achillesa tuż przed wyjazdem na obóz przygotowawczy, i mimo iż udała się z drużyną na Litwę ostatecznie musiała wrócić do Polski po kilku dniach pobytu. To wszystko sprawiło, że początek rozgrywek w jej wykonaniu nie wyglądał najlepiej. Co prawda już w meczu 2 kolejki weszła na boisko na ostatnie 19 minut, ale niemal całą rundę jesienną miała problemy z formą. Do siatki udało jej się trafić dopiero w meczu 7 kolejki, w której to Górnik grał na wyjeździe z Unifreeze Górzno, Emilia zdobyła wtedy 2 bramki, a Górzno ostatecznie przegrało 1:10. Lepszą dyspozycję zaczęła prezentować dopiero pod koniec października, który to okazał się przełomowym okresem w kontekście walki o Mistrzostwo Polski. Górnik zremisował 1:1 mecz 1 kolejki przeciwko UKS SMS Łódź, natomiast w październiku, w meczu 10 kolejki przeciwko AZS PWSZ Wałbrzych przegrał na swoim stadionie 0:1. Biorąc pod uwagę, że główny faworyt do tytułu Medyk Konin na tamten czas wygrał wszystkie swoje spotkania i to że w ostatnich latach właśnie 1-2 słabsze występy decydowały o Mistrzostwie Polski, to tytuł dla Górnika stanął pod wielkim znakiem zapytania. W 11 kolejce łęcznianki pojechały do Konina z przekonaniem, iż porażka może przekreślić jakiekolwiek szanse na tytuł w tym sezonie. Mecz pomimo dobrej postawy górniczek i słabszej koninianek okazał się być bardzo przewrotny. Co prawda Ewelina Kamczyk w 20 minucie strzeliła bramkę na 0:1, ale w 39 minucie po rzucie karny podyktowanym za faul na Lilianie Kostova, Patrycji Balcerzak udało się wyrównać na 1:1. II połowa szybko przybrała dla Górnika Łęczna jeszcze gorszy obraz. W 60 minucie po faulu w polu karnym na Nikol Kaletce została podyktowana kolejna jedenastka, którą ponownie wykorzystała Balcerzak, a 4 minuty później do bramki łęcznianek trafiła Anna Gawrońska. Górnik jeszcze na 11 minut przed końcowym gwizdkiem przegrywał 3:1 i tylko dzięki ogromnej determinacji całego zespołu, i znakomitej postawie Eweliny Kamczyk zdołał odwrócić losy spotkania na swoją korzyść. Kamczyk w tak krótkim czasie udało się trafić do siatki jeszcze trzy razy w 79 i 90 minucie (po rzucie karnym podyktowanym za faul na Dominice Grabowskiej) oraz w doliczonym czasie. Tym samym końcowy rezultat 3:4 przedłużył nadzieje Górnika na tytuł.
Emilia zakończyła jesień z dorobkiem 6 bramek w Ekstralidze (w meczach 12 i 13 kolejki ponownie ustrzeliła dwa dublety) oraz 1 golem w Pucharze Polski (zdobytym w meczu 1/8 kiedy Górnik zmierzył się na wyjeździe z Helios Białystok).
Wiosną prezentowała się zdecydowanie lepiej. Trafiała do siatki i zdobywała asysty z większą regularnością, a w meczu 20 kolejki przeciwko Sportowej Czwórce Radom ustrzeliła nawet swój pierwszy w barwach Górnika hat-trick. Łącznie wiosną zdobyła 10 bramek w lidze i 1 w 1/2 Pucharu Polski (w wygranym 6:0 meczu przeciwko ASZ PWSZ Wałbrzych).
Ostatecznie w sezonie 2017/18 wystąpiła w 25 z 27 spotkań ligowych oraz 4 meczach Pucharu Polski i z dorobkiem 16 bramek w Ekstralidze (dało jej to 3. miejsce w ogólnej klasyfikacji strzelczyń) oraz 2 golami w Pucharze pomogła Górnikowi Łęczna wywalczyć jego i zarazem swój pierwszy tytuł Mistrza Polski (na trzy kolejki przed końcem rozgrywek, kiedy to Górnik w 24 kolejce pokonał u siebie ASZ PWSZ Wałbrzych 2:1) oraz Puchar Polski, gdzie w finale łęcznianki wygrały z Czarnymi Sosnowiec 3:1.
Sezon 2018/19 w wykonaniu Emilii, jak i całego zespołu, był bardzo burzliwy. Obóz przygotowawczy na Litwie znowu zaczęła od kontuzji, tym razem mięśnia dwugłowego. Eliminacje do Ligi Mistrzyń zakończyły się fiaskiem. Górnik co prawda wygrał pierwsze dwa spotkania, z gruzińskim FC Martve 12:0 oraz belgijskim Anderlechtem 1:0, ale przegrał ostatnie ze szkockim Glasgow City, i pomimo iż posiadał najlepszy bilans bramkowy ze wszystkich zespołów w grupie eliminacyjnej, finalnie zajął 3. miejsce w małej tabeli, ze względu na zwycięstwo Anderlechtu nad Glasgow 2:1. Turniej eliminacyjny wygrało Glasgow, a Anderlecht uplasował się przed Górnikiem. Emilia wystąpiła we wszystkich trzech spotkaniach i zdobyła 3 bramki w meczu przeciwko FC Martve.
Jesienią Emilia wraz Górnikiem radziła sobie dobrze. W 11 spotkaniach rundy zdobyła 7 bramek a w trzech kolejnych listopadowych meczach rozegranych na poczet rundy wiosennej dołożyła jeszcze 2 trafienia. Górniczki wygrały 13 z 14 spotkań remisując tylko ostatnie rozegrane u siebie przeciwko Olimpii Szczecin, 2:2. Natomiast w Pucharze Polski 28 listopada Górnik pokonał na wyjeździe w 1/8 Sokoła Kolbuszowa Dolna 9:0.
Największe problemy zespołu przyszły wiosną. Trener Mazurkiewicz poprowadził Górnika w 4 pierwszych spotkaniach po wznowieniu rozgrywek (3 ligowych i 1 Pucharowym) wygrywając trzy z nich i jedno remisując, a następnie w marcu zrezygnował z powodów osobistych z funkcji szkoleniowca. Jego miejsce zajął dotychczasowy asystent i drugi trener, Szymon Gieroba, który poprowadził Górnika łącznie w 7 meczach. Dwa pierwsze wyjazdowe z Medykiem Konin oraz domowe Z Polonią Poznań udało mu się wygrać, następnie drużyna zanotowała znaczny spadek formy, zremisowała kolejne 2 spotkania, a 3 ostatnie przegrała. Jedną z porażek był wyjazdowy mecz z Medykiem Konin w ramach Pucharu Polski, 2:1, co zakończyło przygodę Górnika z tymi rozgrywkami na fazie półfinałowej. Ponadto tej rundy Górnika nawiedziła plaga kontuzji, w pewnym momencie rozgrywek blisko 1/3 zawodniczek była wyłączona z gry, w tym także Emilia, która doznała urazu w kwietniowym wyjazdowym spotkaniu przeciwko Medykowi Konin i choć w tym meczu zdobyła 2 bramki, to w 77 minucie została zastąpiona przez Ewelinę Kamczyk, która również od kilku miesięcy zmagała się z bliżej nieokreślonymi problemami zdrowotnymi. Zdunek wróciła do zdrowia dopiero na domowe spotkanie przeciwko AZS PWSZ Wałbrzych, w którym to spotkaniu w 55 minucie zmieniła Alicję Materek. Niezadowalające wyniki zespołu sprawiły, że trener Gieroba w połowie maja został zwolniony ze stanowiska szkoleniowca, a jego miejsce ponownie zajął Piotr Mazurkiewicz.
Wraz z powrotem trenera Mazurkiewicza zaczęły się poprawiać nie tylko wyniki, ale także część zawodniczek uporała się z problemami zdrowotnymi. Łęczna wygrała z AZS-em PWSZ Wałbrzych 3:2, zremisowała z UKS SMS Łódź 2:2 i wygrała z Czarnymi Sosnowiec 4:1. Górniczki przez większą część sezonu były liderkami w tabeli, swoją postawą pod wodzą trenera Gieroby roztrwoniły wcześniej wypracowaną przewagę, która jeszcze po bezbramkowo zremisowanym w kwietniu zaległym marcowym spotkaniu z GKS-em Katowice wynosiła 8 punktów i doprowadziły do tego, że przed ostatnią kolejką sezonu zajmowały 2. miejsce z 2-u punktową stratą do ówczesnego lidera Medyka Konin.
Finalnie Górnik Łęczna obronił tytuł mistrzowski wygrywając u siebie z Medykiem 2:0 po bramkach zdobytych przez Ewelinę Kamczyk.
Sama Emilia w sezonie 2018/19 rozegrała 22 spotkania ligowe zdobywszy przy tym 15 bramek oraz 2 spotkania w ramach Pucharu Polski gdzie udało jej się trafić do siatki raz, z rzutu karnego w 85 minucie meczu przeciwko AZS UJ Kraków.
Wraz z zakończeniem rozgrywek wygasł również jej kontrakt z Górnikiem, choć początkowo w czerwcu zgodziła się go przedłużyć, to rozmowy na temat szczegółów dalszej współpracy zdecydowano się przełożyć na lipiec, kiedy zawodniczki wrócą z urlopów. Ostatecznie Emilia postanowiła zmienić klub ze względu na otrzymaną w międzyczasie ofertę z Hiszpanii.

### Sevilla FC
Emilia do Hiszpanii przyjechała z urazem dysku, którego nabawiła się podczas treningu indywidualnego na około 10 dni przed wyjazdem, co zmusiło ją nawet do wizyty na SORze i postawiło sam transfer pod znakiem zapytania, jednakże kontuzja była na tyle niegroźna, że po przejściu testów medycznych w klubie, Sevilla zdecydowała się podpisać z nią roczny kontrakt.      
Zdunek została tym samym drugą po Aleksandrze Zarembie Polką w Primera División, a pierwszą reprezentantką Polski oraz pierwszą polską zawodniczką, która z Ekstraligi przeszła do jakiegokolwiek hiszpańskiego klubu (Zaremba wyjechała z Polski w młodym wieku i nigdy nie grała w Ekstralidze).
W barwach nowego klubu zadebiutowała już 15 września 2019 roku w wyjazdowym meczu 2 kolejki Primera División przeciwko aktualnym mistrzyniom Hiszpanii, Atlético Madrid, kiedy to weszła na boisko w 57 minucie przy wyniku 2:0 dla Atlético (Sevilla ostatecznie przegrała 3:0, kończąc mecz w dziesiątkę po tym jak Aldana Cometti w 75 minucie otrzymała czerwoną kartkę). Natomiast pierwsze pełne spotkanie rozegrała dopiero 20 października w 6 kolejce, w meczu przeciwko RCD Espanyol Femenino, w którym to nawet zdobyła swoją pierwszą na hiszpańskich boiskach bramkę, podwyższając w 64 minucie wynik na 3:0 (finalnie Sevilla wygrała 4:0).
Niemniej ciężko stwierdzić by Emilia szybko wypracowała sobie stabilną pozycję w klubie, czy też ocenić inaczej jej pierwszy sezon w Hiszpanii niż jako słodko-gorzki. Przeskok poziomu trudności względem Ekstraligi oraz brak możliwości normalnego przepracowania okresu przygotowawczego długo rzutowały na jej formie. Choć względnie szybko rozegrała kilka spotkań w pełnym wymiarze czasowym, to jednak przez większość sezonu otrzymywała między 30 a 75 minut meczu na grę i raczej nie była wystawiana przeciwko czołowym zespołom. Ponadto przez cały sezon oddawała dużo mniej niż zwykle strzałów oraz prawie nie asystowała. Zauważalna natomiast była u niej poprawa jeśli chodzi o inne aspekty jej gry, chociażby takie jak kondycja, siła, technika, czy też gra w defensywie, co znowuż przełożyło się na lepszą dyspozycję podczas meczów kadry narodowej i na pewno pomogło trenerowi Sevilli zyskać do niej zaufanie, gdyż finalnie otrzymała szansę na pokazanie swoich umiejętności w 17 z 21 rozegranych ligowych spotkań oraz w 1 z 2 pucharowych; z czego 7 rozegrała w całości, 6 w lidze, kolejno w: 6, 7, 10, 11, 12 i 13 (boisko opuściła w 91 minucie) kolejce oraz 1 w Pucharze Hiszpanii, przeciwko Levante UD; dorobiwszy się przy tym skromnego wyniku strzeleckiego w postaci 2 bramek w Primera División oraz 1 w Pucharze Królowej. Nie sposób ocenić jak faktycznie zakończyłby się dla niej sezon 2019/20, gdyby ten nie został przerwany w 22 kolejce ze względu na pandemię COVID-19 na świecie (w 9 kolejce miał miejsce strajk piłkarek i cała kolejka została przesunięta), niemniej Sevilla uplasowała się na 11. miejscu w ligowej tabeli, planowany półfinałowy mecz przeciwko FC Barcelonie w ramach Pucharu Hiszpanii został przesunięty na następny sezon, a Emilia swoją postawą skłoniła władze klubu do przedłużenia z nią współpracy o kolejny rok.
Ostatecznie nim sezon 2020/21 się rozpoczął Emilia zdecydowała się rozwiązać umowę z Sevillą za porozumieniem stron, co zostało ogłoszone 19 sierpnia 2020 roku. Powodem zakończenia współpracy była sytuacja epidemiologiczna w Hiszpanii oraz obawa przed niewznowieniem rozgrywek, które planowo miały wystartować 5 września, niemniej władze hiszpańskiej federacji zdecydowały, iż tak się nie stanie, jednocześnie nie podając nowego terminu. W związku z powyższym, dla Emilii która od 5 miesięcy nie rozegrała żadnego spotkania i połowę tego czasu spędziła będąc w izolacji, w kontekście nadchodzących meczów reprezentacji najlepszym rozwiązaniem był powrót do Polski, gdzie rozgrywki zostały planowo wznowione.

### Górnik Łęczna
Po rozwiązaniu umowy z andaluzyjskim klubem Emilia nie zwlekała długo ze znalezieniem nowego pracodawcy i już 2 dni później ogłosiła, że związała się rocznym kontraktem ze swoją dawną drużyną, Górnikiem Łęczna. Ze względu na problemy z zatwierdzeniem transferu przez Hiszpański Związek Piłki Nożnej swój ponowny debiut w barwach Górnika zaliczyła dopiero w 5 kolejce Ekstraligi, w wyjazdowym meczu przeciwko APLG Gdańsk wygranym przez Górniczki 0:4.

## Kariera reprezentacyjna
Swój debiut w młodzieżowej reprezentacji zaliczyła w meczu z Macedonią przegranym przez Polki 2:3, w ramach turnieju eliminacyjnego do Mistrzostw Europy U-17 Kobiet. Pierwsze powołanie do kadry U-19 otrzymała w styczniu 2009 roku. Z reprezentacją U-19 brała udział w eliminacjach do turnieju Mistrzostw Europy U-19 Kobiet. Pomimo powołań do seniorskiej reprezentacji przez selekcjonerów Romana Jaszczaka oraz następnie Wojciecha Basiuka ostatecznie nie znalazła uznania w ich oczach i oficjalnie w Kadrze A nie zadebiutowała. Nowy selekcjoner Miłosz Stępiński powołał Emilię na zgrupowanie selekcyjne we wrześniu 2016 roku. Dobra dyspozycja zawodniczki zaowocowała kolejnym powołaniem, tym razem na mecz z Białorusią. Spotkanie to odbyło się 26 listopada 2016 roku na stadionie Górnika Łęczna, a Emilia wychodząc w podstawowym składzie rozegrała w nim 58 minut na nietypowej dla siebie pozycji defensywnego pomocnika, co było spowodowane kontuzjami innych zawodniczek. Tym samym, po blisko 5 latach od pierwszego powołania udało jej się oficjalnie zadebiutować w seniorskiej Reprezentacji Polski. W lutym 2017 r. otrzymała powołanie na turniej Gold City Women's Cup, który odbył się między 1 a 7 marca w Turcji. Reprezentacja Polski wygrała turniej pokonując Kosowo 5:0, remisując z Rumunią 2:2 i pokonując Turcję 2:1. Emilia na turnieju rozegrała pierwszą połowę w meczu z Kosowem oraz 75 min w meczu przeciwko Turcji.
Rok później podczas drugiej edycji turnieju rozegranego tym razem pod nazwą Turkish Women’s Cup zajęła z Reprezentacją Polski 4. miejsce. Emilia wystąpiła w 3 z 4 rozegranych spotkań. W dwóch wygranych 2:0 przeciwko Jordanii i Łotwie, oraz w meczu o 3. miejsce przegranym po serii rzutów karnych 1:3 przeciwko Ukrainie (w regulaminowym czasie spotkanie zakończyło się bezbramkowym remisem). Emilia była jedyną reprezentantką Polski, która wykorzystała swoją jedenastkę.
Dobra postawa w spotkaniach towarzyskich sprawiła, iż stała się jedną z podstawowych zawodniczek Reprezentacji Polski w eliminacjach Mistrzostw Świata 2019.
Między 27 lutego a 6 marca 2019 roku wraz z reprezentacją wzięła udział w prestiżowym portugalskim turnieju towarzyskim Algarve Cup. Polki przystąpiły do zawodów jako najniżej notowana drużyna w rankingu FIFA, jednak dzięki dobrej postawie udało im się ostatecznie wywalczyć srebro. Po grupowych zwycięstwach nad Hiszpanią 3:0 oraz aktualnym Mistrzem Europy Holandią 1:0, Reprezentacja Polski uległa dopiero w meczu finałowym przeciwko Norwegii 0:3.
Pomiędzy 12 listopada 2019 a 23 lutym 2021 roku występowała w eliminacjach do Mistrzostw Europy kobiet, które pierwotnie miały się odbyć między 7 lipca a 1 sierpnia 2021 roku, niemniej ze względu na pandemię koronawirusa zostały przesunięte na lipiec 2022 roku. Po wielu przeciwnościach spowodowanych kontuzjami oraz zachorowaniami na COVID-19, Polki zajęły finalnie 3. miejsce w grupie zachowując do ostatniego przegranego z Hiszpanią 3:0 meczu szansę na awans do baraży. Emilia zagrała w 5 z 8 spotkań eliminacyjnych.

## Statystyki

### Reprezentacyjne
| Reprezentacja | Rok | Mecze | Bramki | Asysty |
| ------------- | --- | ----- | ------ | ------ |
| Polska        |     |       |        |        |
| 2012          | 0   | 0     | 0      |        |
| 2013          | 0   | 0     | 0      |        |
| 2014          | 0   | 0     | 0      |        |
| 2015          | 0   | 0     | 0      |        |
| 2016          | 1   | 0     | 0      |        |
| 2017          | 10  | 0     | 0      |        |
| 2018          | 8   | 1     | 1      |        |
| 2019          | 6   | 0     | 0      |        |
| 2020          | 3   | 0     | 0      |        |
| 2021          | 2   | 0     | 0      |        |
| 2024          | 1   | 0     | 0      |        |
| Ogólnie       | 31  | 1     | 1      |        |

| Mecze, gole i asysty w reprezentacji | Mecze, gole i asysty w reprezentacji | Mecze, gole i asysty w reprezentacji | Mecze, gole i asysty w reprezentacji | Mecze, gole i asysty w reprezentacji | Mecze, gole i asysty w reprezentacji | Mecze, gole i asysty w reprezentacji | Mecze, gole i asysty w reprezentacji | Mecze, gole i asysty w reprezentacji | Mecze, gole i asysty w reprezentacji |
| Lp.                                  | Data                                 | Miejsce                              | Gospodarz                            | Gość                                 | Gol                                  | Asysta                               | Wynik                                | Grała                                | Uwagi                                |
| ------------------------------------ | ------------------------------------ | ------------------------------------ | ------------------------------------ | ------------------------------------ | ------------------------------------ | ------------------------------------ | ------------------------------------ | ------------------------------------ | ------------------------------------ |
| 1.                                   | 26.11.2016                           | Łęczna                               | Polska                               | Białoruś                             |                                      |                                      | 4:0                                  | do 58'                               | towarzyski                           |
| 2.                                   | 01.03.2017                           | Kargicak                             | Kosowo                               | Polska                               |                                      |                                      | 0:5                                  | do 46'                               | towarzyski                           |
| 3.                                   | 07.03.2017                           | Kargicak                             | Turcja                               | Polska                               |                                      |                                      | 2:2                                  | do 70'                               | towarzyski                           |
| 4.                                   | 07.04.2017                           | Pruszków                             | Polska                               | Finlandia                            |                                      |                                      | 1:0                                  | do 82'                               | towarzyski                           |
| 5.                                   | 11.04.2017                           | Mińsk                                | Białoruś                             | Polska                               |                                      |                                      | 0:4                                  | do 46'                               | towarzyski                           |
| 6.                                   | 08.06.2017                           | Bucza                                | Ukraina                              | Polska                               |                                      |                                      | 2:3                                  | do 79'                               | towarzyski                           |
| 7.                                   | 12.06.2017                           | Łomża                                | Polska                               | Litwa                                |                                      |                                      | 5:0                                  | do 66'                               | towarzyski                           |
| 8.                                   | 15.09.2017                           | Łęczna                               | Polska                               | Białoruś                             |                                      |                                      | 4:1                                  | do 81'                               | el. MŚ 2019                          |
| 9.                                   | 19.09.2017                           | Biel/Bienne                          | Szwajcaria                           | Polska                               |                                      |                                      | 2:1                                  | do 56'                               | el. MŚ 2019                          |
| 10.                                  | 23.10.2017                           | Ostróda                              | Polska                               | Grecja                               |                                      |                                      | 3:0                                  | do 46'                               | towarzyski                           |
| 11.                                  | 24.11.2017                           | Szkodra                              | Albania                              | Polska                               |                                      |                                      | 1:4                                  | od 73'                               | el. MŚ 2019                          |
| 12.                                  | 28.02.2018                           | Kargıcak                             | Polska                               | Jordania                             |                                      |                                      | 2:0                                  | od 78'                               | towarzyski                           |
| 13.                                  | 02.03.2018                           | Side                                 | Polska                               | Łotwa                                |                                      |                                      | 2:0                                  | 90'                                  | towarzyski                           |
| 14.                                  | 06.03.2018                           | Kargıcak                             | Polska                               | Ukraina                              |                                      |                                      | 0:0 k. 1:3                           | 90'                                  | towarzyski                           |
| 15.                                  | 06.04.2018                           | Włocławek                            | Polska                               | Albania                              |                                      |                                      | 1:1                                  | od 65'                               | el. MŚ 2019                          |
| 16.                                  | 04.10.2018                           | Tartu                                | Estonia                              | Polska                               |                                      |                                      | 0:3                                  | 90'                                  | towarzyski                           |
| 17.                                  | 09.10.2018                           | Ostróda                              | Polska                               | Irlandia                             |                                      | 69'                                  | 4:0                                  | od 66'                               | towarzyski                           |
| 18.                                  | 08.11.2018                           | Leganés                              | Hiszpania                            | Polska                               |                                      |                                      | 3:1                                  | od 77'                               | towarzyski                           |
| 19.                                  | 13.11.2018                           | Kluczbork                            | Polska                               | Bośnia i Hercegowina                 | 64'                                  |                                      | 4:0                                  | od 46'                               | towarzyski                           |
| 20.                                  | 01.03.2019                           | Lagos                                | Polska                               | Hiszpania                            |                                      |                                      | 3:0                                  | od 63'                               | Puchar Algarve                       |
| 21.                                  | 04.03.2019                           | Parchal                              | Polska                               | Holandia                             |                                      |                                      | 1:0                                  | od 78'                               | Puchar Algarve                       |
| 22.                                  | 06.03.2019                           | Parchal                              | Polska                               | Norwegia                             |                                      |                                      | 0:3                                  | 90'                                  | Puchar Algarve                       |
| 23.                                  | 05.04.2019                           | Lublin                               | Polska                               | Włochy                               |                                      |                                      | 1:1                                  | od 77'                               | towarzyski                           |
| 24.                                  | 09.04.2019                           | Helsinki                             | Finlandia                            | Polska                               |                                      |                                      | 1:0                                  | od 62'                               | towarzyski                           |
| 25.                                  | 14.06.2019                           | Poprada                              | Słowacja                             | Polska                               |                                      |                                      | 1:0                                  | 90'                                  | towarzyski                           |
| 26.                                  | 07.03.2020                           | Warszawa                             | Polska                               | Mołdawia                             |                                      |                                      | 5:0                                  | 90'                                  | el. ME 2021                          |
| 27.                                  | 11.03.2020                           | Baku                                 | Azerbejdżan                          | Polska                               |                                      |                                      | 5:0                                  | 68'                                  | el. ME 2021                          |
| 28.                                  | 23.10.2020                           | Warszawa                             | Polska                               | Azerbejdżan                          |                                      |                                      | 3:0                                  | 90'                                  | el. ME 2021                          |
| 29.                                  | 27.10.2020                           | Kiszyniów                            | Mołdawia                             | Polska                               |                                      |                                      | 3:0                                  | 90'                                  | el. ME 2021                          |
| 30.                                  | 23.02.2021                           | Las Rozas de Madrid                  | Hiszpania                            | Polska                               |                                      |                                      | 3:0                                  | od 80'                               | el. ME 2021                          |
| 31.                                  | 11.06.2021                           | San Pedro del Pinatar                | Polska                               | Finlandia                            |                                      |                                      | 2:2                                  | od 84'                               | towarzyski                           |
| 32.                                  | 12.07.2024                           | Altach                               | Austria                              | Polska                               |                                      |                                      | 3:1                                  | od 75'                               | el. ME 2025                          |

## Sukcesy

### Klubowe

#### Victoria Sianów
- Puchar Polski - grupa zachodniopomorska: 2007/08

#### Pogoń Women Szczecin
- Mistrzostwo I ligi gr. północna: 2009/10
- Wicemistrzostwo I ligi gr. zachodnia: 2008/09
- Finał Pucharu Polski: 2008/09, 2009/10, 2010/11

#### RTP Unia Racibórz
- Awans do 1/16 Ligi Mistrzyń UEFA: 2013/14

#### 1. FC AZS AWF Katowice
- Wicemistrzostwo I ligi gr. południowa: 2013/14

#### Zagłębie Lubin
- Wicemistrzostwo Polski: 2014/15

#### Górnik Łęczna
- Mistrzostwo Polski: 2017/18, 2018/19
- Wicemistrzostwo Polski: 2016/17
- Puchar Polski: 2017/18
- Finał Pucharu Polski: 2016/17

#### Sevilla FC
- Awans do półfinału Copa de la Reina: 2019/20

#### Górnik Łęczna
- Brązowy medal Mistrzostw Polski: 2020/21
- Półfinał Pucharu Polski: 2020/21
- Awans do 1/16 Ligi Mistrzyń UEFA: 2020/21

#### Pogoń Szczecin
- Mistrzostwo Polski: 2023/24
- Brązowy medal Mistrzostw Polski: 2024/25

### Reprezentacyjne
- 1. miejsce na Gold City Women's Cup: 2017
- 4. miejsce na Turkish Women’s Cup: 2018
- 2. miejsce na Algarve Cup: 2019

### Indywidualne
- Trzecie miejsce w klasyfikacji strzelczyń Ekstraligi: 2017/18 (16 goli)
- Drugie miejsce w klasyfikacji strzelczyń Ekstraligi: 2023/24 (13 goli)

### Wyróżnienia
- Najlepsza XI sezonu 2017/18 wg Polskiego Związku Piłkarzy
- Najlepsza XI sezonu 2023/24 wg Polskiego Związku Piłkarzy[98]
- Trzecie miejsce w plebiscycie "Piłkarze / Piłkarki wybierają" Polskiego Związku Piłkarzy na najlepszą polską piłkarkę w sezonie 2023/2024[99]

## Życie prywatne
Emilia ukończyła PWSZ w Raciborzu na kierunku Wychowanie Fizyczne oraz Wyższą Szkołę Ekonomii i Informatyki w Lublinie na kierunku Psychologia o specjalności "Psychologia w biznesie". Prywatnie interesuje się zagadnieniem psychologii w sporcie i tę tematykę poruszał również jej blog, którego założyła będąc jeszcze na pierwszym roku studiów, a z prowadzenia którego zrezygnowała w drugiej połowie 2019 roku. Emilia posiada także licencję trenerską UEFA B, którą zdobyła w czasie swojego pobytu w Zagłębiu Lubin.
W kwietniu 2020 roku wraz z Dagmarą Grad stworzyła projekt Just Mind, którego celem jest wspieranie młodych zawodników i zawodniczek.
Siostra Bartłomieja Zdunka, piłkarza trenera pierwszej drużyny kobiecej sekcji piłkarskiej Błękitnych Stargard.